# Клаус Міхлер
Клаус Міхлер (нім. Klaus Michler, 15 травня 1970) — німецький хокеїст на траві.
Олімпійський чемпіон 1992 року, учасник 1996 року.
Бронзовий призер Чемпіонату світу 1998 року.
Переможець Трофею чемпіонів 1991, 1992, 1995 років, срібний призер 1994 року, бронзовий призер 1996 року.